# Dumești (Vaslui)
Dumești est une commune roumaine située dans le județ de Vaslui.